# ゴルリス
ゴルリス（バスク語: Gorliz）は、スペイン・バスク州ビスカヤ県のムニシピオ（基礎自治体）。2017年の人口は5,680人。

## 地理

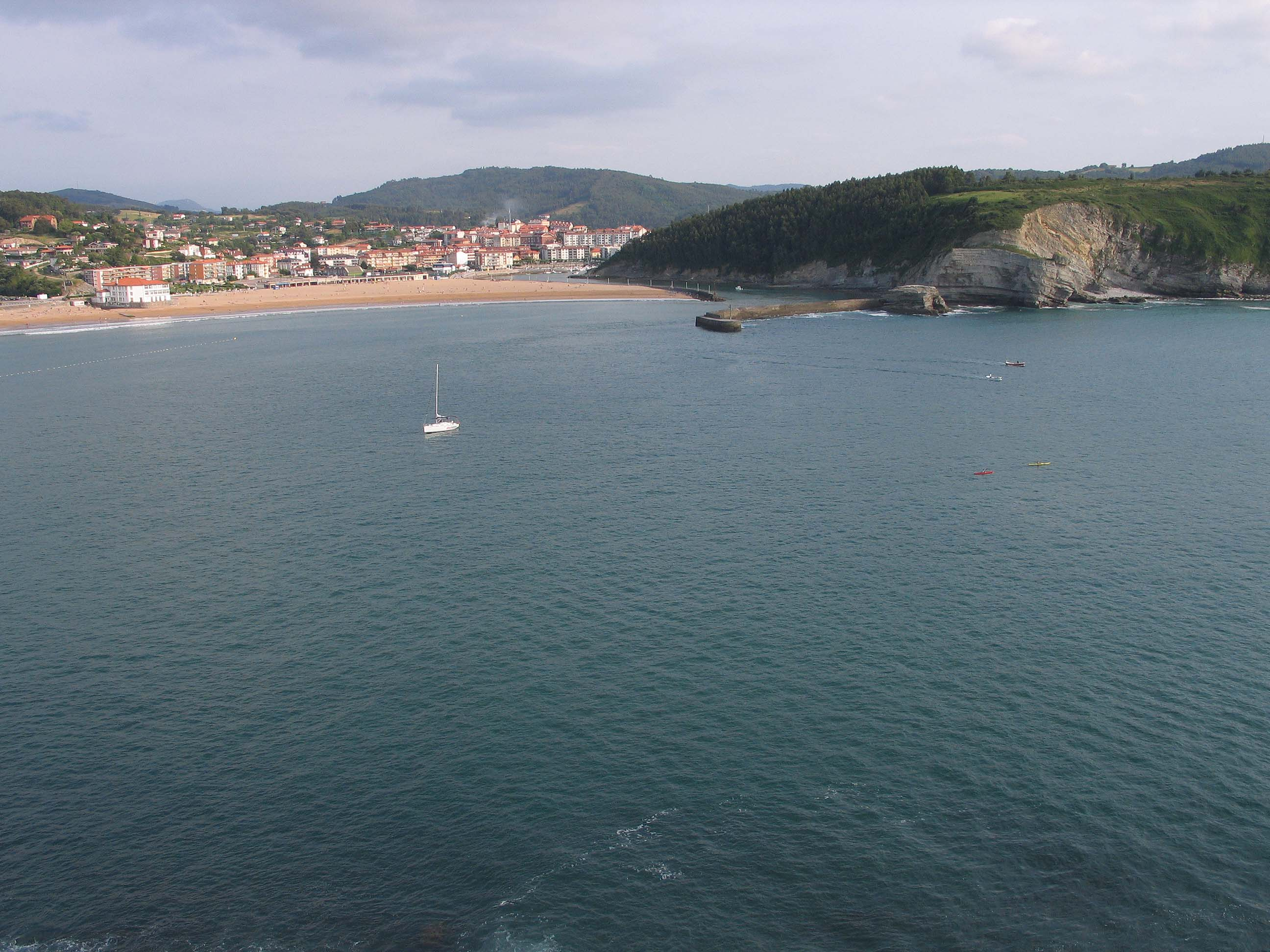
プレンツィア湾とゴルリスの町

バスク州ビスカヤ県北部、ビスケー湾のカンタブリア海に面している。ゴルリスの町の前にはプレンツィア湾が広がっており、西隣にはプレンツィアの町がある。ゴルリスの自治体域には、エレハルデ地区、サンタ・マリア地区、ウレサランツァ地区、ガンディア地区、アレアツァ地区、サン・ホセ地区、グルスメンディ地区、オラビリェ地区がある。ビスケー湾岸の観光地のひとつであり、サービス部門が主産業である。
ビスケー湾岸には砂浜海岸や松林があり、その他にもキャンプ場やユースホステルなどがある。10世紀に建設された無原罪の御宿り教会は1781年に改修されている。自治体内にはサンタ・マリア教会もある。1930年代後半のスペイン内戦終結後、フランコ体制下に建設された大砲や地下壕がある。
ゴルリスの砂浜海岸は長さ842m・幅120mであり、優れた水質を有している。メトロ・ビルバオ1号線のプレンツィア駅からビーチに直結するバス路線が運航されている。

## ゴルリス病院

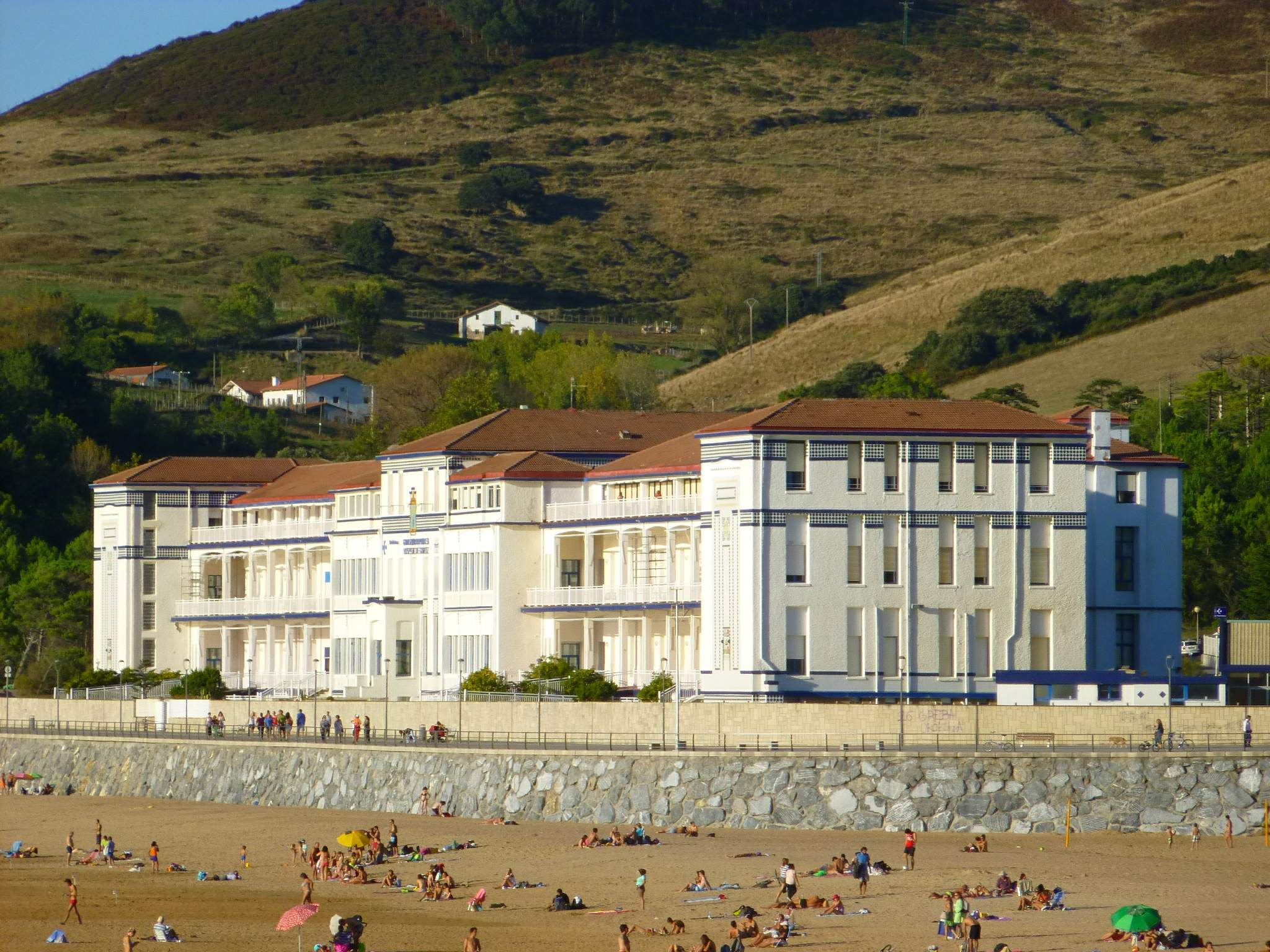
ゴルリス病院

1919年には結核治療のためサナトリウムとしてゴルリス病院がゴルリスの海岸部に設置された。病院の建物はスペインで初めて建設された鉄筋コンクリート造の建物である。1930年代後半のスペイン内戦中には結核患者が増大したが、バスク地方の大部分は共和国派に付いてナショナリスト派の攻撃を受けたため、1937年6月には患者と職員がフランスに亡命したこともあった。

## 政治
初の地方選挙が行われた1979年から2007年まで、ゴルリスの首長はバスク民族主義党(PNV)から輩出されていた。1999年と2003年には、バスク民族主義党のパチ・イガルトゥアがバスク連帯(EA)との連立で議会過半数を獲得している。2007年にはバスク民族主義党とバスク連帯が決裂し、バスク民族主義党は13議席のうち6議席しか獲得できなかった。首長指名投票では国民党（PP、1議席）、バスク連帯（1議席）、エスケル・バトゥア（1議席）、無所属グループ（4議席）が結束し、無所属グループのエンマ・カルサーダが首長に選出された。

## 人口
| ゴルリスの人口推移 1897－2014                           |
|                                                         |
| 出典:INE（スペイン国立統計局）1900年 - 1991年、1996年 - |